# 림프구성 맥락수막염

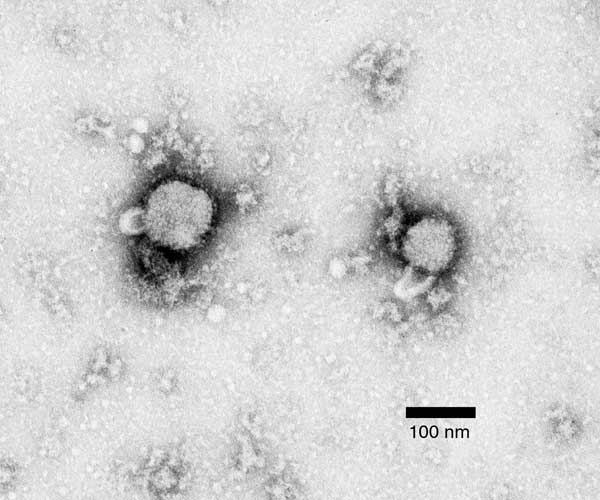

림프구성 맥락수막염(Lymphocytic choriomeningitis, LCM)은 설치류가 매개하는 바이러스성 질병으로, 무균성 수막염, 뇌염, 또는 수막뇌염의 증상이 나타난다. 질병의 원인은 림프구성 맥락수막염바이러스(Lymphocytic choriomeningitis mammarenavirus, LCMV)라 한다. 아레나바이러스의 일종으로 찰스 암스트롱이 1934년에 명명하였다.

## 증상
증상은 나타나지 않을 수도 있는데, 심지어 면역약화 환자에서도 그렇다. 바이러스에 노출된 후 1~2주 사이에 이상성 열질환(biphasic febrile illness)이 나타난다. 발병 초기 단계(1기)에서는 일반적으로 발열, 식욕부진, 두통, 근육통, 불쾌감, 메스꺼움, 구토 등의 증상이 나타나 1주일까지 지속될 수 있다. 인후염, 기침, 관절통, 가슴통증, 귀밑샘 통증이 나타날 수도 있다. 여기서 회복 한 후 며칠 후에 두번째 단계(2기)가 시작하여 수막염이나 뇌염으로 발전할 수 있다. 1단계에는 백혈구와 혈소판감소증이 나타나고, 2단계에는 일반적으로 단백질 농도 상승, 백혈구 수 증가 또는 뇌척수액의 포도당 수치 감소가 나타난다.
가끔씩 며칠 동안 호전되었다가 무균성 수막염이나, 아주 드물게 수막뇌염으로 재발한다. 수막염 환자들은 목 경직, 발열, 두통, 가려움증, 메스꺼움과 불쾌 등의 증상을 나타낼 수 있다. 전조증상 없이 뇌수막염이 발생하는 경우도 있다. 뇌수막염은 착란, 졸음, 감각 이상, 운동적 증상 등 보다 심각한 신경증적 징후로 판별할 수 있다. 합병증으로는 골수염, 길랭-바레 증후군, 두개신경마비, 일시적 혹은 영구적인 뇌수종, 신경성 청각상실, 난청, 관절염, 그리고 종양염 등이 나타날 수 있다고 보고된 바가 있다. 이 바이러스에 감염되면 췌장염, 간질성폐렴, 심근염, 심낭염도 나타날 수 있다. 이러한 증상들은 대개 1주에서 3주 정도 지속된 후 사라지는데, 중추신경계 전체에 감염된 경우 뇌수막염 등 일시적 또는 영구적인 신경 손상이 나타날 수도 있다. 만성 감염의 사례는 아직 보고되지 않았으며, 사망자도 거의 발생하지 않았다.

## 진단
혈액 검사를 통해 현재 및 과거의 감염 여부를 확인할 수 있다. 그러나 일부 학자들은 이러한 보체결합검사법은 검진률이 떨어지므로 사용을 지양해야 한다고 주장한다.

## 예방
바이러스는 하이포아염소산 나트륨 1%, 에탄올 70%, 글루타알데히드 2%, 포름알데히드 등 대부분의 세제 및 살균제에 취약하다. 감염력은 pH 5.5 이하와 pH 8.5 이상에서 빠르게 감소한다. 또한 LCMV는 열, 자외선 또는 감마선에 의해 비활성화될 수도 있다.

## 치료
주로 증상을 치료하거나 지지적 치료를 수행한다. 뇌수종이 있는 아이들을 대상으로 종종 뇌실복강션트가 행해진다. 다른 아레나바이러스와 마찬가지로 뉴클레오사이드 유사물인 리바비린이 사용될 때도 있다. 그러나 이들 중 어떤 것도 아직 효과가 충분히 검증되지 않아 일상적으로 사용되는 방법은 아직 없다.

## 참고 문헌
- ICTVdB-The Universal Virus Database, version 4.  보관됨 2011-10-10 - 웨이백 머신
- Centers for Disease Control and Prevention. Lymphocytic Choriomeningitis Fact Sheet
- CBWInfo (1999). “Safety Precautions for Lymphocytic Choriomeningitis Casualties”. 14 May 2006에 원본 문서에서 보존된 문서. 11 May 2006에 확인함.
- “Rodent virus now linked to six deaths—PetSmart in Rhode Island testing animals for rare disease”. 《NBC News》 (Microsoft). Associated Press. 2005년 5월 25일. 2006년 5월 11일에 확인함.
- AAP (2007년 4월 22일). “Australian scientists discover new virus”. 《The Age》 (Fairfax). 2007년 4월 22일에 확인함.
- Marrie TJ, Saron MF (January 1998). “Seroprevalence of lymphocytic choriomeningitis virus in Nova Scotia”. 《Am. J. Trop. Med. Hyg.》 58 (1): 47–9. doi:10.4269/ajtmh.1998.58.47. PMID 9452291.
- Bauers, Sandy.  "House vs. Mouse: The Latest Ideas in Humanely Showing Our Disease-Ridden Fall Visitors the Door." Philadelphia Inquirer 10 Nov. 2006: n.p. Web.
- "choriomeningitis." The American Heritage Medical Dictionary. 2009. Web.
- Craighead, John E. MD. Pathology and Pathogenesis of Human Viral Disease. San Diego, California: Academic, 2000. Print.
- Lasker, Jill S. "Lymphocytic choriomeningitis." The Gale Encyclopedia of Medicine.  2nd ed. 2002. Web.
- "Lymphocytic Choriomeningitis Virus (LCMV)." Centers for Disease Control and Prevention. CDC, n.d. Web. 22 Sept. 2009
- "Lymphocytic Choriomeningitis Virus." Charles River.  Charles River Laboratories International, Inc, 2009.  Web.  28 Oct 2009.
- "Prevent LCMV from wild rodents." CDC Special Pathogens Branch. CDC. n.d. pdf. 22 Sept. 2009. https://web.archive.org/web/20130810131242/http://www.cdc.gov/ncidod/dvrd/spb/mnpages/dispages/lcmv/prevent.pdf
- United States. National Center for Infectious Diseases. Lymphocytic Choriomeningitis Virus from Pet Rodents. CDC, n.d. Web. 22 Sept. 2009.
- ---. Lymphocytic Choriomeningitis Virus (LCMV) and Pregnancy: Facts and Prevention. CDC, 5 Oct. 2005. Web. 22 Sept. 2009.
- United States. Special Pathogens Branch, Centers for Disease Control and Prevention. Information for Pet Owners: Reducing the Risk of Becoming Infected with LCMV from Pet Rodents. CDC. 6 Sept. 2005. Web. 26 Sept. 2009.
- ---. Lymphocytic choriomeningitis. CDC. 11 October 2007. Web. 26 Sept. 2009.
- Vilches, Jose MD ed. Pam Mouser, MD. "Lymphocytic Choriomeningitis." Animal Disease Diagnostic Laboratory.  Animal Disease Diagnostic Laboratory, Purdue University, 2007.  Web. 23 September 2009.
- Lee, KJ; Novella, IS; Teng, MN; Oldstone, MBA; de la Torre, JC (2000). “NP and L Proteins of Lymphocytic Choriomeningitis Virus (LCMV) Are Sufficient for Efficient Transcription and Replication of LCMV Genomic RNA Analog”. 《Journal of Virology》 74 (8): 3470–7. doi:10.1128/jvi.74.8.3470-3477.2000. PMC 111854. PMID 10729120.
- Swiss Institute of Bioinformatics. Viral Zone "Arenaviridae"
- Zhou, X; Ramachaundran, S; Mann, M; Popkin, DL (2012). “Role of Lymphocytic Choriomeningitis virus(LCMV) in understanding viral immunology: Past, Present and Future”. 《Viruses》 4 (11): 2650–69. doi:10.3390/v4112650. PMC 3509666. PMID 23202498.
- Palacios, Druce, Du, Tran, Birch, Briese, Conlan, Quan, Hui, Marshall, Simons, Egholm, Paddock, Shieh, Goldsmith, Zaki, Catton, Lipkin (2008). “A New Arenavirus in a Cluster of Fatal Transplant-Associated Diseases”. 《The New England Journal of Medicine》 358 (10): 991–998. doi:10.1056/NEJMoa073785. PMID 18256387.